# Exocelina andakombensis
Exocelina andakombensis  (лат.) — вид жуков-плавунцов рода Exocelina (Copelatinae, Dytiscidae). 

## Распространение
Остров Новая Гвинея: Папуа — Новая Гвинея (Gulf and Morobe Provinces, Marawaka, Andakombe Village towards Morobe, 07°08.96'S; 145°45.48'E, на высоте 1000 м).

## Описание
Мелкие водные жуки красновато-коричневого цвета, длина около 4 мм (от 3,5 до 4,1 мм), округло-овальной вытянутой формы тела; матовые. Усики 11-члениковые. Крылья хорошо развиты. Связаны с водой. Вид был впервые описан в 2016 году австрийским колеоптерологом Еленой Владимировной Шавердо (Helena Vladimirovna Shaverdo; Naturhistorisches Museum Wien, Вена, Австрия) и немецким энтомологом М. Балком (Michael Balke; Zoologische Staatssammlung München, Мюнхен Германия). Видовое название дано по месту обнаружения типовой серии.